# 79 Samodzielna Brygada Desantowo-Szturmowa (Ukraina)
79 Samodzielna Brygada Desantowo-Szturmowa (ukr. 79-та окрема десантно-штурмова бригада; JW A0224, pp B4174) – jednostka desantowa Sił Zbrojnych Ukrainy. Stacjonuje w Mikołajowie.

## Historia

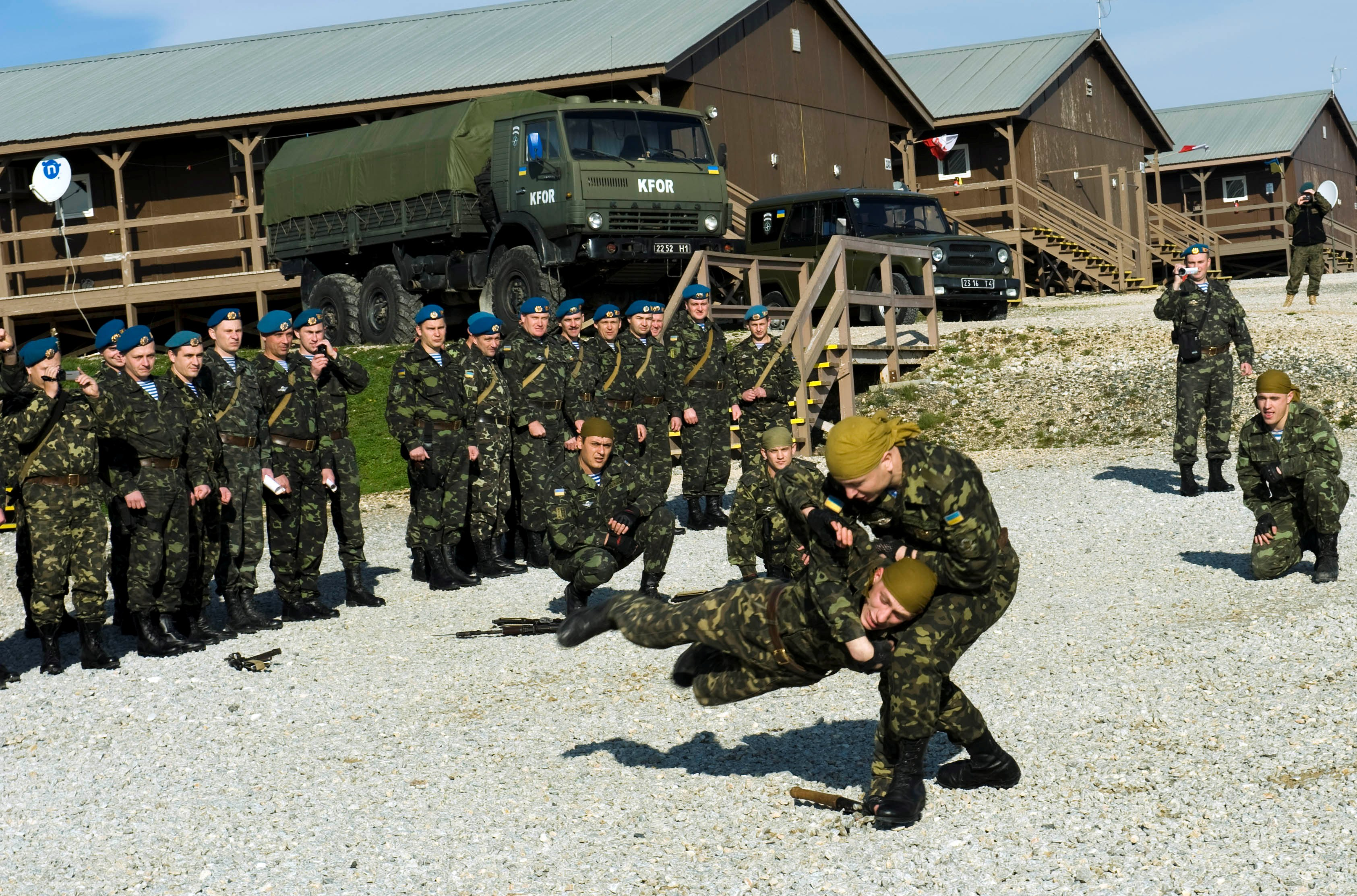
Żołnierze brygady w Kosowie; 2010

Po rozpadzie ZSRR w 1992 roku 40 Samodzielna Brygada Desantowo-Szturmowa przeszła pod jurysdykcję Ukrainy i stała się częścią Sił Zbrojnych Ukrainy. Brygada została podporządkowana dowódcy Odeskiego Okręgu Wojskowego. W tym czasie organizacja brygady składała się z dwóch ciężkich i jednego lekkiego batalionu powietrznodesantowego i jednostek zabezpieczenia.
W 1999, na bazie brygady utworzono 79 samodzielny pułk aeromobilny. Spadochroniarze 79 pułku brali udział w operacji pokojowych w Sierra Leone, Iraku, Liberii i krajach byłej Jugosławii: (Serbii, Kosowie, Macedonii i Czarnogórze).
1 lipca 2007, z połączenia 79 pułku desantowo-szturmowego z 11 pułkiem lotniсtwa wojskowego, powstała eksperymentalna 79 Samodzielna Brygada Desantowo-Szturmowa.

## Inwazja Rosji na Ukrainę i aneksja Krymu

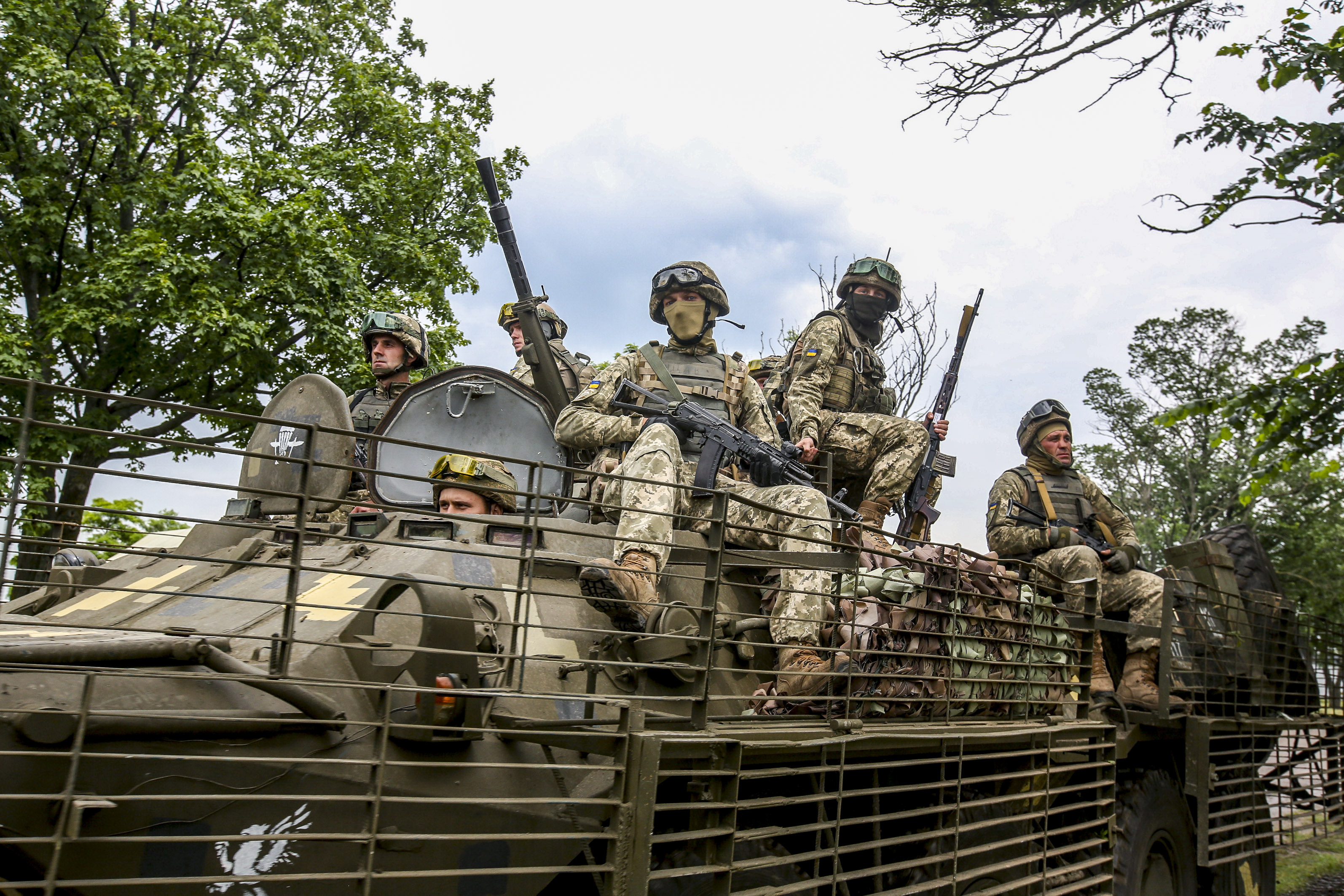
Żołnierze 79 SBDSz; czerwiec 2016

2 marca 2014, po rozpoczęciu rosyjskiej interwencji na Krymie, część 1 batalionu brygady została postawiona w stan pogotowia. Oddział  został wysłany do obwodu chersońskiego, na przesmyk do Krymu, w okolice Czapłynki. Plan przewidywał przegrupowanie pododdziału na terytorium Krymu i zdobycie przyczółków na północy półwyspu. Jeden z oficerów brygady, major Dmytro Marczenko, pojechał cywilnym samochodem do Armiańska, aby ocenić sytuację. Wywiad pokazał, że główna trasa w mieście była już kontrolowana przez rosyjskie wojska inwazyjne. Plan został odwołany, a jednostka pozostała na przesmyku. W drugiej połowie marca sformowano 2. batalion.

## Wojna na wschodzie Ukrainy
Zgodnie ze stanem na dzień 18 kwietnia, w pełni gotowe do boju 1. i 2. bataliony znajdowały się w obwodzie chersońskim. 18 maja udały się do obwodu zaporoskiego, a w czerwcu do donieckiego. Kolejny batalion brygady, 88 batalion piechoty morskiej, znajdował się w obwodzie odeskim i nie brał udziału w działaniach wojennych z powodu braku sprzętu i żołnierzy.
Od 3 do 5 czerwca 2014 żołnierze 1. batalionu brali udział w wyzwoleniu Krasnego Łymanu. W bitwie zginął żołnierz Jurij Ołeksandrowycz Własenko. 1. batalion znajdował się na tym obszarze do 5 lipca, czyli do całkowitego wyzwolenia Słowiańska.
W tym samym czasie kompania rozpoznawcza i 2. batalion, zostały wysłane na południe, w okolice Wołnowachy, w celu zluzowania 51 Samodzielnej Brygady Zmechanizowanej, która została wycofana ze strefy walk po bitwie pod Wołnowachą.

## Bitwy o lotnisko w Doniecku
Od końca września brygada uczestniczyła w obronie donieckiego lotniska.
28 września 2014, podczas zbliżania się do pozycji bojowych w terminalach lotniska, bojownicy zniszczyli 2 transportery opancerzone; zginęło 7 żołnierzy brygady.
10 października Ogólnoukraińskie Stowarzyszenie Wolontariuszy „Narodnyj Projekt” przekazało 79 Brygadzie żywność, odzież, lekarstwa i Celox A od organizacji wolontariuszy „Narodnyj Tył”.
W grudniu 2014 przybyły dwa bataliony 81 Brygady Powietrznodesantowej, aby zastąpić jednostki 79 Brygady broniącej lotniska w Doniecku. Brygada brała udział w próbie odbicia ruin donieckiego lotniska, która miała miejsce pod koniec stycznia 2015 r., ale przyniosła same straty. W środku walk bojownicy jednostki zajmowali stację radarową i wioskę Wodiane.

## Bitwy o Debalcewe
79 Brygada pod dowództwem Maksyma Myrhorodskiego brała również udział w bitwach o Debalcewo, gdzie razem z 30 Brygadą Zmechanizowaną, pojazdami 92 Brygady Zmechanizowanej, 1 Brygady Pancernej i batalionu „Donbas” próbowała szturmować zdobytą przez wojska rosyjskie wioskę Łohwynowe. Rosjanie przerzucili tam dużo sił wspartych przez artylerię. Siły do skutecznego ataku były niewystarczające. Chociaż operacja odblokowania drogi do Artiomowska nie przyniosła oczekiwanych rezultatów, to pozwoliła zdobyć czas na wydostanie się sił ukraińskich z Debalcewa.
W 2016 brygadę uzupełniła kompania czołgów, po czym brygada została zreorganizowana pozostając przy nazwie: 79 Samodzielna Brygada Desantowo-Szturmowa.

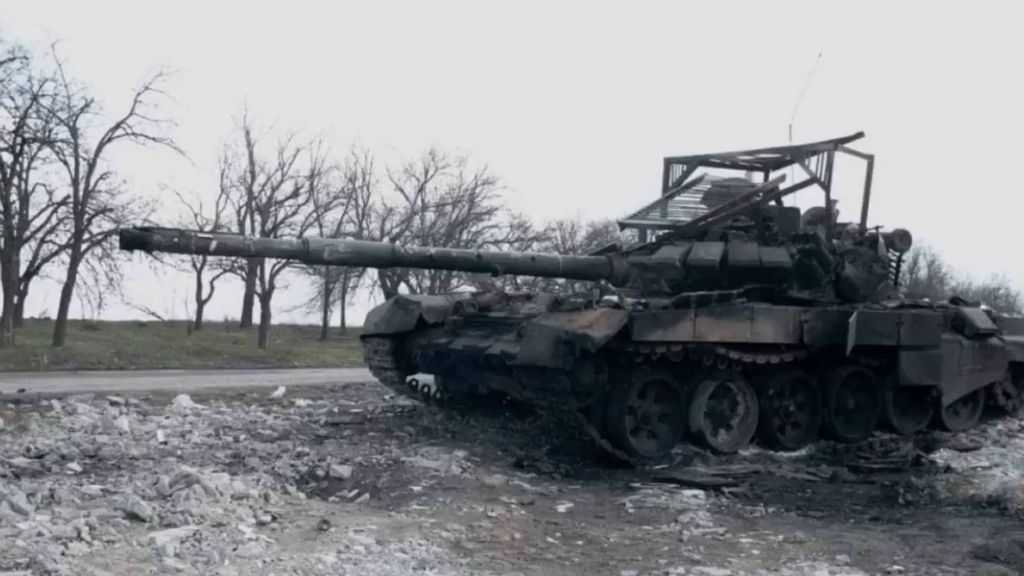
Zniszczony rosyjski T-72 w rejonie Doniecka przez spadochroniarzy z 79 Brygady Desantowo-Szturmowej

## Inwazja Rosji na Ukrainę

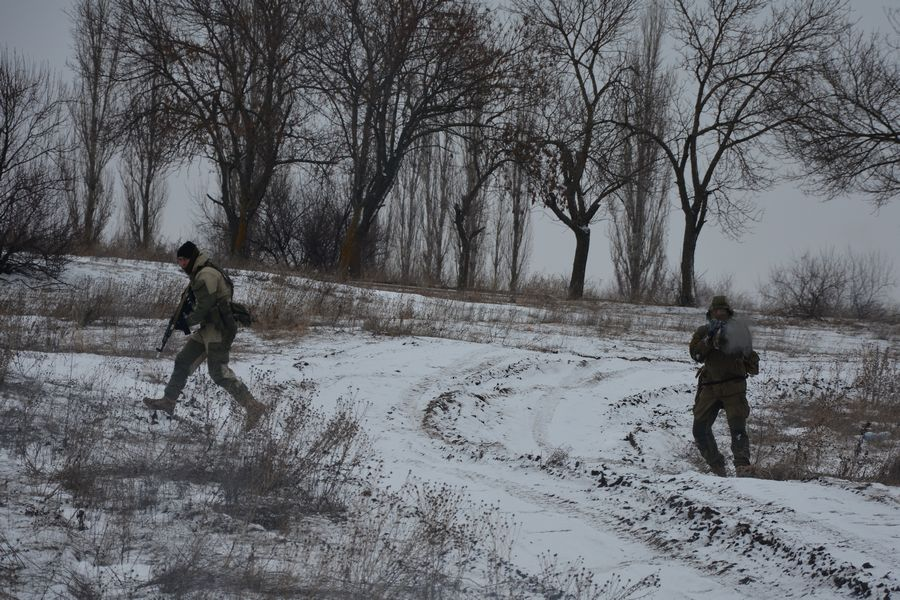
Żołnierze 79 Brygady Desantowo-Szturmowej na przedpolach Doniecka

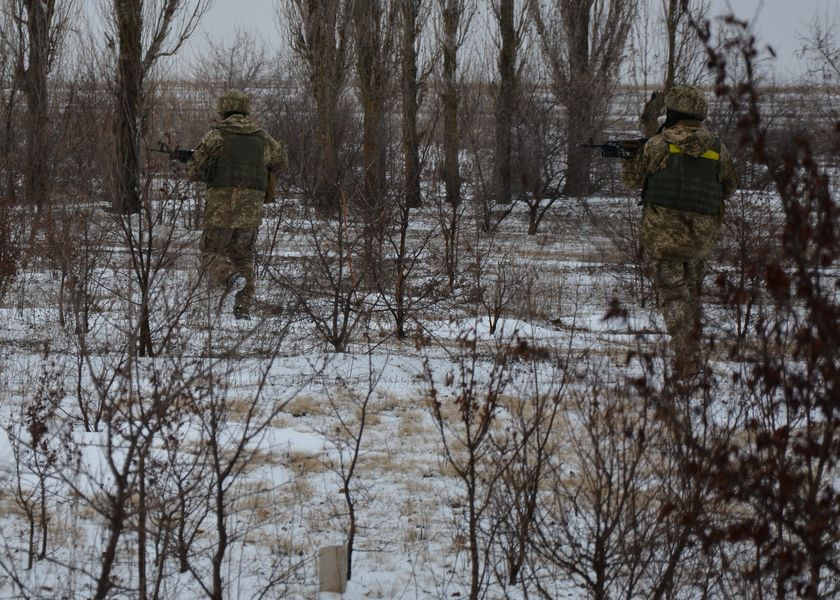
Żołnierze 79 Brygady Desantowo-Szturmowej na pozycjach bojowych na przedpolach Doniecka

Od 24 lutego 2022 brygada bierze udział w walkach na odcinku tzw. „starego frontu” utrwalonego w 2014 roku w obwodzie donieckim, broniąc pozycji na linii Donieck – Marjinka – Awdijiwka. 

## Struktura

### 1992
Od 1992 brygada składała się z:
- ciężki batalion powietrznodesantowy
- ciężki batalion powietrznodesantowy
- lekki batalion powietrznodesantowy
- jednostki zabezpieczające

### 2016
- 1 batalion desantowo-szturmowy (APC);
- 2 batalion desantowo-szturmowy (APC);
- 3 batalion desantowo-szturmowy „Feniks” (APC, D-30);
- 4 kompania przeciwlotnicza,
- brygadowa grupa artylerii;
  - dywizjon artylerii samobieżnej (2S1 „Goździk”);
  - dywizjon artylerii haubic (D-30);
  - dywizjon artylerii rakietowej (BM-21 „Grad”);
- kompania rozpoznawcza
- kompania czołgów
- Kompania inżyniersko-saperska
- kompania chemiczna
- węzeł komunikacyjny w terenie

- kompania zaopatrzenia
- kompania zabezpieczenia desantowego
- kompania remontowa

### Dowódcy
- (1992–1993) podpułkownik Atroszczenko O. W.
- (1993–1996) pułkownik Zeleniak P. A.
- (1996–1998) pułkownik Kulijew Sz. M.
- (1998−1999) pułkownik Bachtin A. M.
- (1999–2002) pułkownik Pasyura W. G.
- (2002–2005) pułkownik Maslennikow K. J.
- (2005–2007) pułkownik Chorurzyj V. S.
- (2007-2011) pułkownik Maslennikow K. J.
- (2011–2012) pułkownik Kliat J. O.
- (2012–2016) pułkownik Oleksij Szandar
- (2016–2019) pułkownik Walerij Kuracz
- (2019 –) pułkownik Ołeksandr Łucenko(inne języki)

## Tradycje
5 czerwca 2009 r. zarządzeniem Ministra Obrony Ukrainy nr 308 jednostce nadano honorowy tytuł „Mikołajowska” za ścisłą współpracę z ludnością i organami samorządu lokalnego oraz wojskowo-patriotyczną edukację młodzieży tego miasta.

## Straty
Według stanu na luty 2018  oraz według Księgi Pamięci, brygada straciła w walce 61 żołnierzy.